# ATL (реклама)
Above-the-Line (англ. ATL) — реклама у засобах масової інформації. Основні види «ATL» — це реклама на телебаченні, радіо, у пресі, інтернеті (банери), кіно, зовнішня та внутрішня (in-door) реклама.
Реклама на замовлення (рекламні заходи, які замовляються стороннім (зовнішнім) організаціям (рекламним агентствам, періодичним виданням, радіо- та телекомпаніям), а не проводяться співробітниками фірми чи рекламного агентства; вартість даної реклами не входить до бюджету рекламного відділу фірми чи вартість послуг рекламного агентства (знаходиться «над межею»).
Вважається, що термін ATL та BTL виник, коли один з топ-менеджерів великої компанії з виробництва товарів масового вжитку під час розрахунку маркетингового бюджету забув вписати масову безкоштовну роздачу товару. Риска під списком вже була підведена, тому додаткові витрати він вписав вже під нею (англ. below-the-line).
До внутрішньої реклами (Indoor-реклама) відносять рекламу всередині приміщень. У першу чергу це реклама в місцях продажів (торгових точках), аеропортах і вокзалах, в кінотеатрах, бізнес-центрах, під'їздах, ліфтах, місцях розваг і спорту, освітніх і медичних установах і т. ін.
Реклама внутрішньофірмова — рекламна діяльність, спрямована на те, щоб наповнити співробітників вірою у власне підприємство. Засобами Р. в. є:
- відповідний рівень організаційної структури підприємства;
- соціальні пільги для співробітників;
- фірмова газета;
- взірцева поведінка керівництва в товаристві.

Агентство з надання маркетингових послуг — фірма, що здійснює маркетингові дослідження; рекламне агентство, посередницька контора, консультаційна компанія, які надають послуги, сприяючи досягненню цілей компанії і просуванню товарів на ринок.